# Saiyuki
Saiyuki (jap. 幻想魔伝最遊記, Gensō Maden Saiyūki) ist ein Manga der japanischen Zeichnerin Kazuya Minekura. Der Manga wurde mehrmals verfilmt und fortgesetzt. Es erschien eine Fortsetzung unter dem Titel Saiyuki Reload.
Die Geschichte basiert auf der chinesischen Sage Xi You Ji (chin. 西遊記 Xīyóujì jap. 西遊記 Saiyūki, deutsch ‚Die Reise nach Westen‘) und handelt von der Rettung der Welt durch eine Gruppe aus einem Priester, einem Halbdämon (Han'yō), einem Dämon und einem Gott. Das Werk lässt sich in die Genre Fantasy, Action, Abenteuer und Shounen einordnen.

## Handlung
In der Welt Togenkyo (dt. „Paradies“) sorgte der Dämon Gyumao (dt. „gehörnter Teufel“) für Unruhe, da er das friedliche Zusammenleben von Menschen, Youkai und Hanyou nicht akzeptieren wollte und Streit säte. Doch dann wurde er vom Prinzen Toshin Nataku in Tenjiku Hotojo versiegelt. Danach konnten alle Bewohner der Welt wieder friedlich miteinander leben.
Fünfhundert Jahre später versucht der Dämon Gyokumen Koushou, eine ehemalige Konkubine Gyumaos, das Siegel von Tenjiku zu lösen und der Mensch Dr. Ni Jianyi bringt mit seinen Experimenten das Gleichgewicht der Welt in Gefahr. Dessen verbotene Zeremonie von der Vereinigung von Magie und Chemie versetzt daher alle in Schrecken. So beauftragen die Sanbutsushin, die drei Aspekte Buddhas, den Priester Genjo Sanzo, gegen diese Gefahren zu kämpfen. Auf seiner Reise nach Westen, wo Tenjiku liegt, wird ihm der Affengott Son Goku, der Hanyou Sha Gojyo und der Youkai Cho Hakkai zur Seite gestellt. Zwar ist Sanzo davon zunächst wenig begeistert, doch erweisen sich die Begleiter bei all den Gefahren auf dem Weg als nützlich.

## Figuren
- Cho Hakkai: Der Dämon Cho ist ein freundlicher Mann aber auch ein verlässlicher Kämpfer. Seine Vergangenheit hat ihn gezeichnet. Früher lebte er mit dem Mädchen Kanan zusammen, das jedoch vom Stamm der Frauentöter entführt wurde. Cho tötete alle Mitglieder des Stammes, wodurch er selbst zu einem Dämon wurde. Da Kanan nach einer Vergewaltigung durch die Dämonen aber schwanger war, tötete sie sich vor seinen Augen. Nach diesem Kampf verlor Cho fast sein rechtes Augenlicht. Sein rechtes Auge hält er mit einem Monokel/Einglas verdeckt.
- Genjo Sanzo: Genjo trug zu Anfang noch den Namen Kouryuu und wurde im Kinzan Tempel von dem großen Meister Komyo Sanzo ausgebildet. Dieser galt als berühmtester Mönch der Welt. Als der Meister von Dämonen getötet wurde, ging der Titel des Sanzo auf Kouryuu über und erhielt damit seinen Buddhistischen Namen Genjo. Der Mann beherrscht das „Dunkle Sutra“, mit dem er Dämonen bekämpfen kann. Außerdem trägt er immer einen geladenen Revolver bei sich. Als die Götter Genjo Sanzo, den Nachfolger des legendären Mönches Komyo Sanzo, den Auftrag erteilten, sagte er zu.
- Sha Gojyo: Gojyo ist ein leichtlebiger Mann mit roten Haaren und Augen. Diese verraten seine halb-dämonische Abstammung. Er lebte früher mit seiner Stiefmutter und seinem Halbbruder Jien zusammen. Eines Tages tötete Jien die Mutter, welche Gojyo wieder Gewalt antat und verschwand. Seitdem wanderte Gojyo umher und verdiente sich Geld mit Kartentunieren. Dann traf er auf Cho Hakkai, mit dem er drei Jahre in einem engen Apartment lebte. Letztendlich trafen sie unter Zuspruch der Götter auf Sanzo.
- Son Goku: Nach der alten chinesischen Legende vom Affenkönig wurde dieser aus einem Stein geboren, der die ganzen Kräfte der Natur in sich bewahrte. Nach einem Verbrechen wurde er aber in einer Höhle eingesperrt, in der ihn Sanzo nach mehreren hundert Jahren fand. Goku wurde in das Kloster, in dem Genjo lebte, aufgenommen und bei dem Beginn seiner Reise, folgte Goku Sanzo. Seine Natur als Gott ist Son Goku nicht bewusst.

## Entstehung und Veröffentlichung
Saiyuki fand erstmals Beachtung, als Minekura den Manga 1995 als Doujinshi veröffentlichte. Ab 1997 erschien der Manga im Magazin G Fantasy des Verlags Square Enix. Die Reihe wurde später in neun Sammelbänden veröffentlicht.
Auf Englisch erschien der Manga bei Tokyopop, auf Französisch bei Panini und auf Spanisch bei Mangaline Comics. Auf Deutsch wurde die Reihe von Carlsen Comics veröffentlicht. Die deutsche Übersetzung stammt von Dorothea Uberall.

## Adaption

### OVASaiyuki
1999 produzierte das Studio Tokyo Kids eine zweiteilige OVA, bei der Takashi Sogabe Regie führte. Die Musik stammt von Yuriko Nakamura. Der Anime wurde am 23. April 1999 in Japan veröffentlicht.

### Anime-Fernsehserie
Das Studio Pierrot produzierte unter der Regie von Hayato Date 2000 eine Anime-Fernsehserie auf Basis des Mangas. Das Charakterdesign entwarf Yuji Moriyama und die künstlerische Leitung übernahm Yuji Ikeda. Die Serie wurde vom 4. April 2003 bis zum 15. Juli 2003 durch den japanischen Sender TV Tokyo ausgestrahlt. Zur Serie wurde ein 2001 ein Film mit dem Titel Saiyuki – Requiem veröffentlicht, dem eine OVA folgte.
Die Serie wurde in Frankreich von AB 1, Mangas und NT1, in Spanien von Buzz Channel und auf Englisch von AXN-Asia und The Anime Network ausgestrahlt. Außerdem erfolgten Übersetzungen ins Italienische und Tagalog.
Auf Deutsch erschien die Serie und der Film bei Anime Virtual auf DVD.

#### Synchronisation
| Rolle       | Japanischer Sprecher (Seiyū)         |
| ----------- | ------------------------------------ |
| Cho Hakkai  | Akira Ishida                         |
| Sha Gojō    | Hiroaki Hirata Kōichi Yamadera (OVA) |
| Son Gokū    | Sōichirō Hoshi Kōsuke Okano (OVA)    |
| Genjō Sanzō | Toshihiko Seki Wataru Takagi (OVA)   |
| Kōgaiji     | Takeshi Kusao                        |

In weiteren Rollen sind u. a. zu hören Toshiyuki Morikawa, Ken Narita und Ryōtarō Okiayu.

#### Musik
Die Musik der Serie wurde komponiert von Motoi Sakuraba. Die beiden Vorspanntitel stammen von Hidenori Tokuyama. Als Abspannlieder verwendete man Tightrope von Charcoal Filter und Alone von Mikuni Shimokawa.

### MangaSaiyuki Gaiden
Von 1999 an wurde im Magazin G-Fantasy von Square Enix die Fortsetzung Saiyuki Gaiden veröffentlicht. Die Veröffentlichung wurde 2005 abgebrochen und 2005 durch das Magazin Ward von Issaisha wieder aufgenommen.

### MangaSaiyuki Reload
2002 folgte dem Manga die Fortsetzung Saiyuki Reload.

### Videospiel
Im August 2005 erschien in Japan ein Kampfspiel zum Manga von Bandai.

## Rezeption
Laut der Fachzeitschrift Funime ist die Animation der Anime-Serie von schwankender Qualität und die Musik sei eher mäßig und auf den Vordergrund konzentriert. Der Handlung gehe in den letzten Folgen nach dem Sieg über den letzten großen Gegner die Puste aus und sei so am Ende wenig zufriedenstellend.